# Tomasz Holc
Tomasz Holc (ur. 6 czerwca 1947 w Warszawie) – polski polityk, działacz gospodarczy, żeglarz, olimpijczyk i działacz sportowy, poseł na Sejm I kadencji.

## Życiorys
Uprawiał żeglarstwo regatowe. Był wicemistrzem świata w klasie Cadet (ze Stanisławem Stefańskim) w 1963 oraz w klasie Tempest (z Romanem Rutkowskim) w 1969, a także wicemistrzem Europy w klasie Tempest (również z Romanem Rutkowskim) w 1972.
Dwukrotnie startował w igrzyskach olimpijskich. Na LIO w 1972 w Monachium zajął 12. miejsce w klasie Tempest (z Romanem Rutkowskim), a na LIO w 1980 w Moskwie był 12. w klasie Star (ze Zbigniewem Malickim). Był siedem razy mistrzem Polski (m.in. w klasie Hornet w 1964 i 1965).
Ukończył w 1973 studia na Wydziale Elektrycznym Politechniki Warszawskiej. W latach 1991–1993 sprawował mandat posła na Sejm I kadencji, wybranego z listy Polskiej Partii Przyjaciół Piwa w okręgu gdańskim. W trakcie kadencji przystąpił do Klubu Polskiego Programu Liberalnego.
Sprawował funkcje kierownicze w spółkach, m.in. był prezesem zarządu Elektrim-Megadex, zajmował stanowisko członka zarządu (dyrektora administracyjnego) Polskiej Telefonii Cyfrowej.
Był wiceprezesem Polskiego Związku Żeglarskiego w latach 1995–2004. W 2025 został wybrany na prezesa tego związku. W 2007 zajął 5. miejsce w Mistrzostwach Europy w klasie Star (z Mateuszem Kusznierewiczem). W listopadzie 2008 został wybranym na wiceprezesa Międzynarodowej Federacji Żeglarskiej.

## Odznaczenia
W 2001 otrzymał Srebrny Krzyż Zasługi.